# Praprotno
Praprotno este o localitate din comuna Škofja Loka, Slovenia, cu o populație de 134 de locuitori.